# R-Ladies Global
R-Ladies Global es una organización mundial cuya principal misión es promover la diversidad de género en la comunidad del lenguaje de programación R.

## Historia
Su fundación se realizó el 1 de octubre de 2012, cuando Gabriela de Queiroz, científica de datos, creó el capítulo de R-Ladies en San Francisco (Estados Unidos) en espejo de otras iniciativas similares que conoció a través de Meetup. En los siguientes cuatro años fueron creados otros tres grupos: en 2014, en Taipéi; en 2015, en Mineápolis (llamado "Twin Cities"); y en marzo de 2016 se creó el capítulo de Londres. Cada capítulo comenzó a funcionar de forma independiente; sin embargo, en la edición de 2016 de la conferencia de R (useR!) se llegó a un consenso sobre crear una coordinación central. Durante ese año, Gabriela de Queiroz y Erin LeDell, de R-Ladies San Francisco; Chiin-Rui Tan, Alice Daish, Hannah Frick, Rachel Kirkham y Claudia Vitolo, de R-Ladies Londres; y Heather Turner se unieron para solicitar una beca del Consorcio de R (RConsortium) con la que pidieron apoyo para la expansión global de la organización.
En septiembre de 2016, ya con esta beca, se fundó R-Ladies Global, y, en 2018, fue declarada como una organización de alto nivel por el R Consortium. Para 2019, RLadies Global es una comunidad que cuenta con 178 grupos en 48 países distintos.

## Organización
Las reuniones de este grupo se organizan alrededor de talleres y charlas dirigidas por quienes se identifican con el género femenino. La forma de organización es coordinada pero descentralizada y los capítulos pueden ser fundados por quienes tengan interés.
Los grupos de R-Ladies han promovido una cultura de inclusión, promoviendo la equidad de género en conferencias, la diversidad en las empresas y universidades, la colaboración entre mujeres, el análisis de datos sobre mujeres, y la vinculación con otros proyectos como Datanauts de la NASA.